# Mondial
Mondial este o formație românească de muzică rock, înființată în 1966 la București. Se numără printre primele grupuri din țară care fac trecerea de la muzica beat la direcții mai elaborate ale rock-ului (psihedelic, hard rock, chiar progresiv într-o etapă mai târzie).
Mondial a existat până la finele anilor șaptezeci. De-a lungul anilor, schimbările de componență s-au produs foarte des, motiv pentru care a reconstitui cu exactitate istoria formației este o sarcină aproape imposibilă (materialele existente se contrazic nu de puține ori, foștii membri amintesc repere temporale greșite). De aceea, articolul de față nu poate garanta exactitatea sa cronologică (evenimentele prezentate riscă o marjă de eroare de maxim un an de zile). În schimb, corectitudinea factuală este asigurată în cea mai mare parte. Vom conveni de-a lungul articolului, să oferim titlurile operelor citate în grafia originară (de exemplu, Atît de fragedă, Departe sînt de tine).
Formația Mondial a traversat două etape distincte de creație, succesul fiind atins la puțin timp după înființare; după câțiva ani de succes răsunător în țară, când se editează un număr de discuri și în străinătate  (1967-1971), a urmat o perioadă de penumbră instalată treptat, din 1972 până în 1979, stilul diversificându-se către noi direcții, iar componența formației devenind tot mai instabilă. În memoria publicului au rămas cel mai bine întipărite piesele din prima perioadă: Romanță fără ecou (cunoscută și prin primul ei vers, „Iubire, bibelou de porțelan”), Primăvara, Atît de fragedă ș.a.

## Istoric

### Debutul
Formația a fost înființată în 1966 de către basistul Filip Merca, originar din Tulcea (și poreclit „grecul” de colegii săi). Numele a fost tot alegerea sa; Merca a rămas singurul membru care nu a părăsit vreodată formația. Student al Politehnicii bucureștene, Merca a fost însoțit inițial de câțiva colegi care vor activa doar puțin timp în grup: Mihai Constantinescu (voce), Dan Panaitescu (chitară solo) și Horia Bădău (claviaturi). Alături de ei, în prima componență au mai figurat: Gabriel Drăgan (voce), Dragoș Vasiliu (chitară ritmică) și bateristul Florin Dumitru. Toți erau studenți ai Politehnicii, motiv pentru care au cântat la început în clubul „303”, aparținând de institut.
Primele schimbări de componență nu au întârziat să apară: chiar în 1966 sunt cooptați noi membri, studenți cu alte specializări. Mihai Constantinescu îl aduce pe „conservatoristul” Romeo Vanica (pian), interesat mai ales de compoziție. Constantinescu pleacă la scurt timp, iar în locul său vine Radu Stoica (tot voce), student la Institutul de arhitectură. Li se alătură mai târziu și Gabriel Litvin (chitară solo, student la Facultatea de construcții), în locul lăsat de Panaitescu.
Pornind de la cei doi soliști vocali, foarte diferiți ca orientare, s-au dezvoltat în primii ani două stiluri distincte: unul „liric, spre Bee Gees sau Moody Blues” (Romeo Vanica), interpretat vocal de Gabi Drăgan și un altul, spre sonoritatea rock, susținut de Radu Stoica.

### Primele înregistrări
Asupra direcțiilor muzicale amintite mai sus își va lăsa amprenta organistul Mircea Drăgan, fost membru al Sideral. În vara lui 1968, el propune colaborarea cu Mondial și este primit în formație. Experiența dobândită cu Sideral îl va pune în conducerea - muzicală și organizatorică, a - formației. O problemă riscantă de organizare, prezența a doi instrumentiști la claviaturi se rezolvă de la sine, niciunul nefiind interesat de afirmarea ca virtuoz. Astfel, Romeo Vanica s-a concentrat pe pian, acustic sau electric (deținea un model primitiv de pian electric de producție Doina, numit claviton,) iar Mircea Drăgan a rămas fidel orgii electrice. În plus, atât Drăgan, cât și Vanica, erau absolvenți ai Conservatorului bucureștean, interesați mai ales de partea de compoziție și aranjament orchestral.
În 1969, Florin Dumitru se transferă la formația Phoenix, rămasă fără baterist (Dorel Vintilă Zaharia plecase în armată tocmai când Phoenix au fost invitați în studio pentru a înregistra primul lor disc, numit convențional Vremuri. Prin urmare, Florin Dumitru a participat la înregistrări, motiv pentru care și figurează pe coperta albumului, alături de ceilalți membri.) În locul lui Florin Dumitru este cooptat Mihai (Mișu) Cernea (pe atunci, elev în clasa a XII-a). 
Totuși, primul disc EP al formației (cuprinzând piesele Primăvara, Romanță fără ecou - cunoscută publicului și prin primul ei vers: „Iubire, bibelou de porțelan”, De va veni la tine vîntul și Atît de fragedă), lansat în același an, conține înregistrări în studio cu Florin Dumitru la tobe (ceea ce indică întârzieri din partea producției). Împreună cu Cernea, Mondial înregistrează noi succese, printre care: Departe sînt de tine, Pe harta Europei, ciclul Vîntul-Nopți de veghe-Vara.
Pentru câțiva ani, Mondial au avut obiceiul să-și aleagă ca punct de plecare pentru noi piese, versuri scrise de poeți români apreciați: Eminescu, Goga, Minulescu, Topârceanu. (Același „obicei” apare și la formația Sincron și la alți artiști români de după, între care: Sfinx, Acustic T 74, Nicu Alifantis, Stela Enache.)
În 1970, Mondial colaborează cu Gică Petrescu la realizarea unui disc EP pentru export, conținând preluări ale unor piese în limba engleză. Pe disc figurează, în aranjamente originale, piesele: If I Were a Rich Man (muzica de Jerry Bock, pe versurile lui Sheldon Harnick pentru musical-ul Scripcarul pe acoperiș), The Impossible Dream (interpretat de Jack Jones în 1966, dar ulterior cunoscut prin versiunea Peter O'Toole pentru filmul Omul din La Mancha, 1971), Buona Sera, What for (ultimele două sunt piese ale unor artiști obscuri, astfel încât discul Mondial le-a prelungit existența. Ele pot fi ascultate pe Internet, vezi mai jos).

### Turneul în U.R.S.S.
Tot în 1970, Mondial efectuează un turneu de 45 de zile în URSS. Iată ce a povestit chitaristul Dragoș Vasiliu în 2006, într-un interviu acordat ziarului Jurnalul Național:
„Se făcea mișto de noi, iar la spectacole eram prezentați astfel: «Mondial s-a întors dintr-un turneu triumfal atât din țară, cât și din Capitală». Dar am trăit niște momente de neuitat în turneul din URSS. La Teatrul Verde din Chișinău, care avea 7000 de locuri, veneau în fiecare seară câte 12000 de oameni. Nu mai voiau să iasă din teatru. Doar Miliția călare reușea să-i scoată afară din sală. După primul spectacol ne-au mutat la motelul «Struguraș», care se afla la 8 kilometri de Teatrul Verde. Autorităților le-a fost frică de reacția publicului. Moldovenii voiau să ne conducă, cu miile, pe străzi.”—Dragoș Vasiliu
Fiind prima formație rock românească care a concertat peste Prut, autoritățile locale s-au arătat mai mult decât vigilente, invocând faptul că s-a cântat „Deșteaptă-te, române!” în concert pentru a împiedica ajungerea formației la Moscova. În schimb, s-a cântat la Odessa, de unde membrii formației au fost evacuați imediat după încheierea concertului; orașul urma să intre în carantină de a doua zi, din pricina epidemiei de holeră.
La aniversarea a treizeci de ani de la turneul din 1970, parte din foștii componenți ai Mondial au vizitat, din nou, orașul Chișinău. Dragoș Vasiliu comentează în același interviu:
„Am avut surpriza să întâlnesc un cuplu care fusese la acel spectacol memorabil din '70. Cei doi și-au deschis și un bar, care se numește chiar «Mondial». La concertul nostru s-au cunoscut și tot acolo au luat împreună bătaie de la milițieni. După atâția ani, oamenii și-au adus aminte că noi am avut cel mai mare succes după Maria Lătărețu, care cântase la Chișinău înaintea noastră cu doi ani.”—Dragoș Vasiliu

### Discul LP

Discul nemțesc Mondial und das Electrecord-Orchester, pe care se regăsesc piese semnate Mondial.

După turneul sovietic, la finele lui 1970 pleacă din formație Radu Stoica, iar Vlad Gabrielescu ia locul lui Dragoș Vasiliu la chitară ritmică. Gabriel Litvin va pleca și el în 1971, întemeind F.F.N. (Formația fără nume).
Dincolo de instabilitatea componenței, popularitatea Mondial continuă să crească. Se înregistrează piesele: Codrul și Romanța inimii (ultima, compusă de Romeo Vanica). Un LP-ul eponim va fi lansat în 1971, cuprinzând cele mai bune înregistrări de la finele lui 1969 (cam în preajma venirii lui Mișu Cernea). Albumul se vinde atât de bine, încât intră în topul vânzărilor întocmit de The New Musical Express pentru Europa de Est. Alături de piesele deja amintite, discul cuprinde și compoziții „în forță”, mai apropiate de sonoritatea hard rock: Orbul (scris de Mihai Cernea) și Omule! (compoziția lui Vlad Gabrielescu). Având în vedere că înregistrări au fost trase în decursul a mai mult de un an, la momentul lansării lor, parte din membrii care se aud pe disc erau deja plecați.
Succesul de care s-a bucurat formația peste hotare după lansarea LP-ului a determinat apariția unui număr de piese în unele compilații străine. Este și cazul a două discuri editate în Germania de Est de către casa de discuri AMIGA, care constau în mare parte din piese preluate de pe discul stereo românesc Romanian Pop Music II:
- Rumänische Gitarren (Chitare românești), dublu LP, 1971. Majoritatea pieselor aparțin Mondial și Sincron (cu Cornel Fugaru), pe lângă care mai figurează două piese semnate Margareta Pâslaru și una a Doinei Badea.
- Mondial und das Electrecord-Orchester, LP, 1972. Din cele șapte piese ale discului, cinci sunt semnate Mondial, restul de două fiind prelucrări orchestrale după melodii populare românești.

### „Remaniere masivă”
În perioada ianuarie-august 1972, formația efectuează un turneu în țară sub denumirea de Jam Grup Mondial, într-o formulă restrânsă, de doar patru membri (Gabriel Drăgan, Mircea Drăgan, Mișu Cernea și chitaristul Sorin Tudoran, venit în grup încă din 1971, în locul lui Vlad Gabrielescu. Filip Merca nu a participat în turneu). După acest moment are loc prima „remaniere masivă” (după cum a numit-o Romeo Vanica). Astfel, anul 1973 găsește formația în următoarea componență: Mihai Cernea (tobe), Nicolae (Nicu) Enache (clape), Filip Merca (bas) și Iuliu Merca (chitară și voce, în locul lui Sorin Tudoran). Plecat din trupă, Mircea Drăgan înființează formația Romanticii, percepută de mulți ca un al doilea Mondial.
Mihai Cernea părăsește și el formația în 1973 și se transferă la Sfinx; îl va înlocui Puiu Hațeganu. La orgă (mai târziu, și la sintetizator) evoluează Nicolae Enache, până spre 1976, când pleacă pentru a participa la alte proiecte (Roșu și negru, iar mai apoi, Sfinx). După plecarea lui Enache, formația îl va avea mai târziu ca membru pe Idu Barbu (claviaturi), unul dintre fondatorii Sfinx. În 1977 este cooptat Doru Tufiș (fost membru în Romanticii), la chitară și voce. Succesele formației sunt de proporții mai mici decât în perioada anterioară: Amicii mei, Patida-dam-dam, Sînt eu (compuse de Iuliu Merca, o prezență inconstantă în formație), Regina străzilor. Publicul dorea, însă, șlagărele din prima perioadă de creație a grupului (până în 1971), drept urmare, ele nu au încetat să fie cântate, într-o manieră tot mai apropiată de rock-ul progresiv, cu momente solistice de virtuozitate în concerte (Nicolae Enache, Cornel Liuba).

### Destrămarea grupului
Deși un fapt prevăzut de cei mai mulți membri ai săi încă din 1975-6, formația Mondial se desființează abia în 1979, când Filip Merca (unicul membru fidel formației de-a lungul întregii sale istorii) renunță la orice activitate muzicală și pleacă în Statele Unite. Cu toate acestea, parte din membrii formației rămân activi în domeniu, fie în cadrul altor formații (Mihai Cernea la Sfinx, iar Iuliu Merca va înființa Semnal M în 1977), fie în calitate de compozitori (Romeo Vanica).

### Reuniunea
În 1993 va fi lansată compilația Remember Mondial pe disc și casetă audio (apărută în 1998 și pe CD), ocazie pentru care o parte din materialele vechi ale formației vor fi remasterizate. Piesele apărute pe compilație sunt alese dintre cele de pe primul EP (vezi discografia) și de pe LP-ul Mondial (cu alte cuvinte, perioada de apogeu a formației, anii 1969-1971).
Gabriel Drăgan moare în 1995. În ciuda pierderii, formația se reunește din 1998, inițial cu ocazia primei ediții a Festivalul-Concurs National Studentesc de Pop-Rock „Iubire bibelou de porțelan”, apoi pentru diverse emisiuni televizate și ocazii. Noua componență este următoarea: Romeo Vanica, Mihai Cernea, Dragoș Vasiliu, Mircea Drăgan, Vlad Gabrielescu, Doru Tufiș, iar soliștii vocali sunt Claudiu Mirică (1998-2001) și Radu Ghencea (din 1998-prezent).

## Aparatura și instrumentele muzicale
Subiect adesea invocat și astăzi, slaba calitate a aparaturii folosite de formațiile din Europa de Est constituie unul dintre motivele care fac improbabilă comparația cu înregistrările din Occident. Atât instrumentele muzicale (de multe ori, construite de mână în lipsa banilor sau a unei piețe de profil), cât și partea de amplificare și mixare au coborât calitatea tuturor discurilor românești ale vremii. Pentru interviul acordat Jurnalului Național, Dragoș Vasiliu a explicat:
„Romeo Vanica avea un claviton făcut de fabrica «Doina». Era, de fapt, un amplificator românesc cu difuzor bulgăresc. Avea 12 W și jumătate. Era o caricatură de pian electric. Nu era nici orgă, nici pian... Se cânta la microfoane de magnetofon! Instrumentele costau foarte scump. O leafă de inginer stagiar era de aproximativ 700 de lei, iar noi am dat pe un amplificator 14.500 de lei.”—Dragoș Vasiliu

## Melodii
Lista de mai jos NU conține toate melodiile formatiei, ci doar cele prezente în mediul online.
- Gabriel Drăgan-Atât de fragedă (Gabriel Drăgan/Mihai Eminescu)
- Gabriel Drăgan-Departe sunt de tine (Gabriel Drăgan/Mihai Eminescu)
- Gabriel Drăgan și Radu Stoica-Primăvara (Romeo Vanica/George Topârceanu)
- Gabriel Drăgan-Romanță fără ecou (Romeo Vanica/Ion Minulescu)
- Gabriel Drăgan și Radu Stoica-De va veni la tine vântul (Romeo Vanica/Octavian Goga)
- Gabriel Drăgan-Romanța inimii (Romeo Vanica/Ion Minulescu)
- Gabriel Drăgan-De ce ai plecat? (Romeo Vanica/Ion Minulescu)
- Gabriel Drăgan-Pe harta Europei (Romeo Vanica/Ion Minulescu)
- Mihai Cernea-Codrul (Mihai Cernea/Mihai Eminescu)
- Mihai Cernea-Orbul (Gabriel Litvin și Mihai Cernea/Anton Petrașincu)
- Vlad Gabrielescu-Omule (Vlad Gabrielescu/Vlad Gabrielescu)
- Vlad Gabrielescu și Mihai Cernea-Vântul;Nopți de veghe;Vara (Filip Merca/Ștefan Octavian Iosif)
- Tiberiu Repliuc și Iuiu Merca-Regina străzilor (Filip Merca/Iuliu Merca)
- Iuliu Merca-Patida-dam-dam (Iuliu Merca/Iuliu Merca)
- Iuliu Merca-Dar de vină știu că ești doar tu (Iuliu Merca/Iuliu Merca)
- Filip Merca, Tiberiu Repliuc și Doru Tufiș-Cântecul mașinii
- Radu Stoica-Ninge
- Chemare(a) înregistrare radio, aflată și în colecții particulare

Melodiile "Atât de fragedă", "Primăvara", "Romanță fără ecou", "Romanța inimii", "De va veni la tine vântul", "Nopți de veghe" si "Pe harta Europei" au fost interpretate și după 1998, de soliștii Doru Tufiș(solist al melodiei "Pe harta Europei"), Radu Ghencea și Claudiu Mirică.

## Componențe

### 1966 (debuturi)
- Gabriel Drăgan și Mihai Constantinescu-voce
- Filip Merca-chitară bas
- Horia Bădău-orgă
- Dragoș Vasiliu-chitară ritmică
- Dan Panaitescu-chitară solo
- Florin Dumitru-baterie

### 1966-1968
- Gabriel Drăgan și Radu Stoica-voce
- Filip Merca-chitară bas
- Romeo Vanica-orgă, compoziție
- Dragoș Vasiliu-chitară ritmică
- Gabriel Litvin-chitară solo
- Florin Dumitru-baterie

### 1968-1969
- Gabriel Drăgan și Radu Stoica-voce
- Filip Merca-chitară bas
- Mircea Drăgan-orgă
- Romeo Vanica-compoziție
- Dragoș Vasiliu-chitară ritmică
- Gabriel Litvin-chitară solo
- Florin Dumitru-baterie

În 1969, după înregistrarea primului album Mondial, Florin Dumitru se transferă la Phoenix. Locul lui va fi luat de Mihai Cernea

### 1969-1970
- Gabriel Drăgan și Radu Stoica-voce
- Filip Merca-chitară bas
- Mircea Drăgan-orgă
- Romeo Vanica-compoziție
- Dragoș Vasiliu-chitară ritmică
- Gabriel Litvin-chitară solo
- Mihai Cernea-baterie, voce

### 1970-1971
- Gabriel Drăgan-voce
- Filip Merca-chitară bas
- Mircea Drăgan-orgă
- Romeo Vanica-compoziție
- Vlad Gabrielescu-chitară ritmică, voce
- Gabriel Litvin-chitară solo
- Mihai Cernea-baterie, voce

În 1971, Gabriel Litvin părăsește formația Mondial și pune bazele formatiei FFN

### 1971-1973
- Filip Merca-chitară bas
- Gabriel Drăgan-voce
- Mircea Drăgan-orgă
- Romeo Vanica-compoziție
- Sorin Tudoran-chitară solo
- Mihai Cernea-baterie, voce

În 1973, Mircea Drăgan pleacă din Mondial pentru a reînființa formația Romanticii

### 1973 (înainte de transferul lui Cernea la Sfinx)
- Gabriel Drăgan-Voce
- Filip Merca-chitară bas
- Nicolae Enache-orgă
- Iuliu Merca-chitară solo, voce
- Mihai Cernea-baterie

La finele anului 1973, bateristul Mihai Cernea se transferă la Sfinx. Locul lui va fi luat de Puiu Hațeganu. Tot în 1973, solistul si compozitorul Gabriel Drăgan, părăsește formația. Pentru ca Mondial a rămas fără solist, Filip Merca îl cheamă în formație pe vărul său, Iuliu Merca.

### 1973-1976
- Filip Merca-chitară bas
- Nicolae Enache-orgă
- Iuliu Merca-chitară solo, voce
- Puiu Hațeganu-baterie

### 1976-1977
- Tiberiu Repliuc-voce
- Filip Merca-chitară bas, voce
- Idu Barbu-orgă
- Iuliu Merca-chitară solo, voce
- Cornel Liuba-baterie

În 1977, Iuliu Merca părăsește formația Mondial, pentru a pune bazele formației Semnal M, alături de Ștefan Boldijar.

### 1977-1979
- Tiberiu Repliuc-voce
- Filip Merca-chitară bas
- Idu Barbu-orgă
- Doru Tufiș-Chitară solo, voce
- Liviu Hrișcu-baterie

În urma unui accident rutier, Gabriel Drăgan se stinge la data de 25 martie 1995. În memoria acestuia, formația se reorganizează în 1998, la festivalul “Iubire, bibelou de porțelan”.

### 1998-2001
- Claudiu Mirică și Radu Ghencea-voce
- Dragoș Vasiliu-chitară bas
- Mircea Drăgan și Romeo Vanica-orgă
- Vlad Gabrielescu-chitară ritmică
- Doru Tufiș-chitară solo
- Mihai Cernea-baterie

În 2001, Mirică părăsește formația. 

### 2001-2014
- Radu Ghencea-voce
- Dragoș Vasiliu-chitară bas
- Mircea Drăgan și Romeo Vanica-orgă
- Vlad Gabrielescu-chitară ritmică
- Doru Tufiș-chitară solo
- Mihai Cernea-baterie

Pe 23 aprilie 2014, Romeo Vanica încetează din viață, lucru care face ca formația să aibă apariții tot mai rare.

### 2014-2018
- Radu Ghencea-voce
- Dragoș Vasiliu-chitară bas
- Mircea Drăgan-orgă
- Vlad Gabrielescu-chitară ritmică
- Doru Tufiș-chitară solo
- Mihai Cernea-baterie

La data de 10 octombrie 2018, trece în neființă și basistul Dragoș Vasiliu. După tragicul eveniment, formația nu s-a desființat în mod oficial, dar nu a mai avut apariții la televiziuni, radio sau spectacole.

## Discografie

### A
- Mondial (1971, Electrecord EDE 0543, ST-EDE 0544)

### Discuri EP
- Romanță fără Ecou/Primăvara/De va veni la tine vîntul/Atît de fragedă (1969, Electrecord EDC 10.109)
- If I Were a Rich Man/The Impossible Dream/Buona Sera/What for (1973, Electrecord EDC 10.392) – cu Gică Petrescu

### Compilații
- Mondial und das Electrecord-Orchester (1972, Amiga 8.55.294) – cu alți muzicieni
- Formații de muzică pop 1 (1975, Electrecord EDE 01071) – cu alți muzicieni
- Remember Mondial (1993, Electrecord EDE 04197, STC 00863) – compilație proprie, pe disc și casetă audio
- Remember Mondial (1998, Electrecord EDC 256) – varianta pe CD a albumului
- Planetary Pebbles Vol. 3: Surfbeat Behind the Iron Curtain (1999, AIP 1063)
- Mondial (2008, Jurnalul Național) - include albumul "Remember Mondial" și încă patru piese interpretate de Mondial în formula nouă (Radu Ghencea solist, Mircea Drăgan și Romeo Vanica la clape, Doru Tufiș la Chitară solo, Dragoș Vasiliu la chitară bas, Mihai Cernea la tobe)